# Neurology
Neurology è una rivista medica settimanale sottoposta a revisione paritaria che si occupa di ricerca nel campo della neurologia.
È pubblicata dalla Wolters Kluwer per conto dell'American Academy of Neurology, di cui è la rivista ufficiale.
Dall'aprile 2020 è diretta da José G. Merino (Georgetown University).

## Capiredattori
Si riporta di seguito l'elenco dei capiredattori della rivista:
- Russell N. DeJong (1951-1977; Università del Michigan, Facoltà di Medicina), caporedattore fondatore;
- Lewis P. Rowland (1977-1987; Università della Columbia);
- Robert B. Daroff (1987-1997; Case Western Reserve, Facoltà di Medicina);
- Robert C. Griggs (1997-2007; Centro Medico dell'Università di Rochester);
- John H. Noseworthy (2007-2009; Mayo Clinic);
- Robert A. Gross (2009-2020; University of Rochester Medical Center).

## Indicizzazione
Gli abstract e gli articoli della rivista sono indicizzati da:
- Biological Abstracts[1]
- BIOSIS Previews[2]
- CAB Abstracts[3]
- CINAHL[4]
- Current Contents/Clinical Medicine[2]
- Current Contents/Life Sciences[2]
- Embase[5]
- Index Medicus/MEDLINE/PubMed[6]
- PASCAL[7]
- PsycINFO[8]
- Science Citation Index[2]
- Scopus[9]

Secondo il Journal Citation Reports, nel 2022 la rivista ha ricevuto un fattore di impatto pari a 11,8.